# Yuki Kho
Yuki Kho (1991) is een Nederlands cultuurjournalist. Sinds december 2019 werkt ze als online samensteller van Mondo bij de VPRO. Daarnaast is ze mede-oprichter van Kunst Kijken met Ko & Kho, de grootste Nederlandstalige kunstnieuwsbrief die ze samen met Ko van 't Hek runt. Op haar 19e was Kho een van de vier oprichters van VPRO Dorst.
Kho presenteert regelmatig televisie-items, podcasts, online-series en offline-programma's over kunst en cultuur, onder andere voor De Wereld Draait Door, Koffietijd en het Holland Festival. Voor het Stedelijk Museum Amsterdam maakte ze de podcast Amsterdam Magisch Centrum en voor het Van Gogh Museum de Youtube serie Van Gogh on the Road. Verder publiceert ze regelmatig artikelen in maandblad Vrij Nederland. Met de podcast Naakt op een Kleedje voor de VPRO & NPO Radio 1 zet Kho zich samen met co-host Heske ten Cate in voor meer vertegenwoordiging van vrouwen in de kunstwereld.
Kho's ouders zijn Kho Eng Tie en Gerda Maas, het kunstenaarsduo STILL EVEN, en haar grootvader is de Nederlandse industrieel vormgever Kho Liang Ie. Over die laatste schreef ze in 2017 een stuk voor Vrij Nederland.